# 7. Garde-Luftsturm-Division
Die 7. Garde-Luftsturm-Division (Gebirge) (russisch 7-я гвардейская десантно-штурмовая (горная) дивизия) ist eine von vier Divisionen der russischen Luftlandetruppen. Sie ist spezialisiert für den Kampf im Gebirge und vom Aufgabenspektrum vergleichbar mit deutschen Gebirgsjägern. Die Kampftruppen der Division kommen überwiegend mittels Fallschirmabsprung und -abwurf sowie als luftbewegliche Infanterie mittels Hubschrauber zum Einsatz.

## Geschichte
Der Vorgänger der 7. Garde-Luftsturm-Division war das 1943 im weißrussischen Polazk aufgestellte 322. Garde-Luftlande-Regiment, das bei verschiedenen Gefechten im Zweiten Weltkrieg, zuletzt in Ungarn als Teil der 9. Gardearmee der 3. Ukrainischen Front am Balaton und später auf dem Vormarsch der Sowjetarmee in der Tschechoslowakei in Třeboň eingesetzt wurde. Dem damals bei der 103. Garde-Schützendivision befindlichen Regiment wurde am 26. April 1945 der Kutusoworden verliehen.
Das 322. Garde-Luftlande-Regiment wurde nach dem Krieg nach Kaunas verlegt und am 15. Oktober 1948 zur 7. Garde-Luftsturm-Division umgegliedert. Bis Anfang der 1950er wurde es vorrangig für Operationen zur Aufstandsbekämpfung gegen die Waldbrüder eingesetzt, die gegen die sowjetische Invasion und die Besetzung der zuvor unabhängigen Länder Estland, Lettland und Litauen kämpften.
Im Jahr 1956 wurde die Division bei der Niederschlagung des Ungarischen Volksaufstands eingesetzt. Von 1979 bis 1989 nahmen Teile der Division an der sowjetischen Intervention in Afghanistan teil. Am 4. Mai 1985 wurde der Division der Rotbannerorden verliehen. Im Jahr 1988 wurde die Division in die Aserbaidschanische Sozialistische Sowjetrepublik verlegt, wo sie bis 1990 an der Niederschlagung der Proteste im Rahmen des Schwarzen Januar in Baku beteiligt war.
Im August 1993 verlegte die Division ihren Standort vom, zu diesem Zeitpunkt wieder, litauischen Kaunas an das Schwarze Meer nach Noworossijsk. Zwischen 1993 und 1996 waren Teile der Division in Abchasien eingesetzt und von 1995 bis 2004 waren sie am Russisch-Tschetschenischen Konflikt, insbesondere am Ersten und Zweiten Tschetschenienkrieg beteiligt. Im August 2008 wurde die Division in Georgien im Kaukasuskrieg und 2012 im Dagestankrieg eingesetzt.
Am 14. Mai 2015 verlieh der damalige russische Verteidigungsminister der Division den Suworow-Orden. Im August 2016 belegte das Team der 7. Garde-Luftsturm-Division den 1. Platz bei den International Army Games in Russland, bei dem Luftlandetruppen aus sechs weiteren Ländern teilnahmen. Im Jahr 2017 nahm, neben Teilnehmern aus 28 Ländern, ebenfalls ein Team der Division an den International Army Games in China teil. Seit September 2015 sind einzelne Einheiten der 7. Garde-Luftsturm-Division auf dem russischen Militärflugplatz Hmeimim in Syrien für den Objektschutz eingesetzt. Teile der Division waren seit 2014 im Krieg in der Ukraine sowie am russischen Überfall auf die Ukraine 2022 beteiligt. Am 28. Februar 2022 wurde der ehemalige Kommandeur der 7. Garde-Luftsturm-Division, Generalmajor Andrei Suchowezki, von einem ukrainischen Scharfschützen getötet.

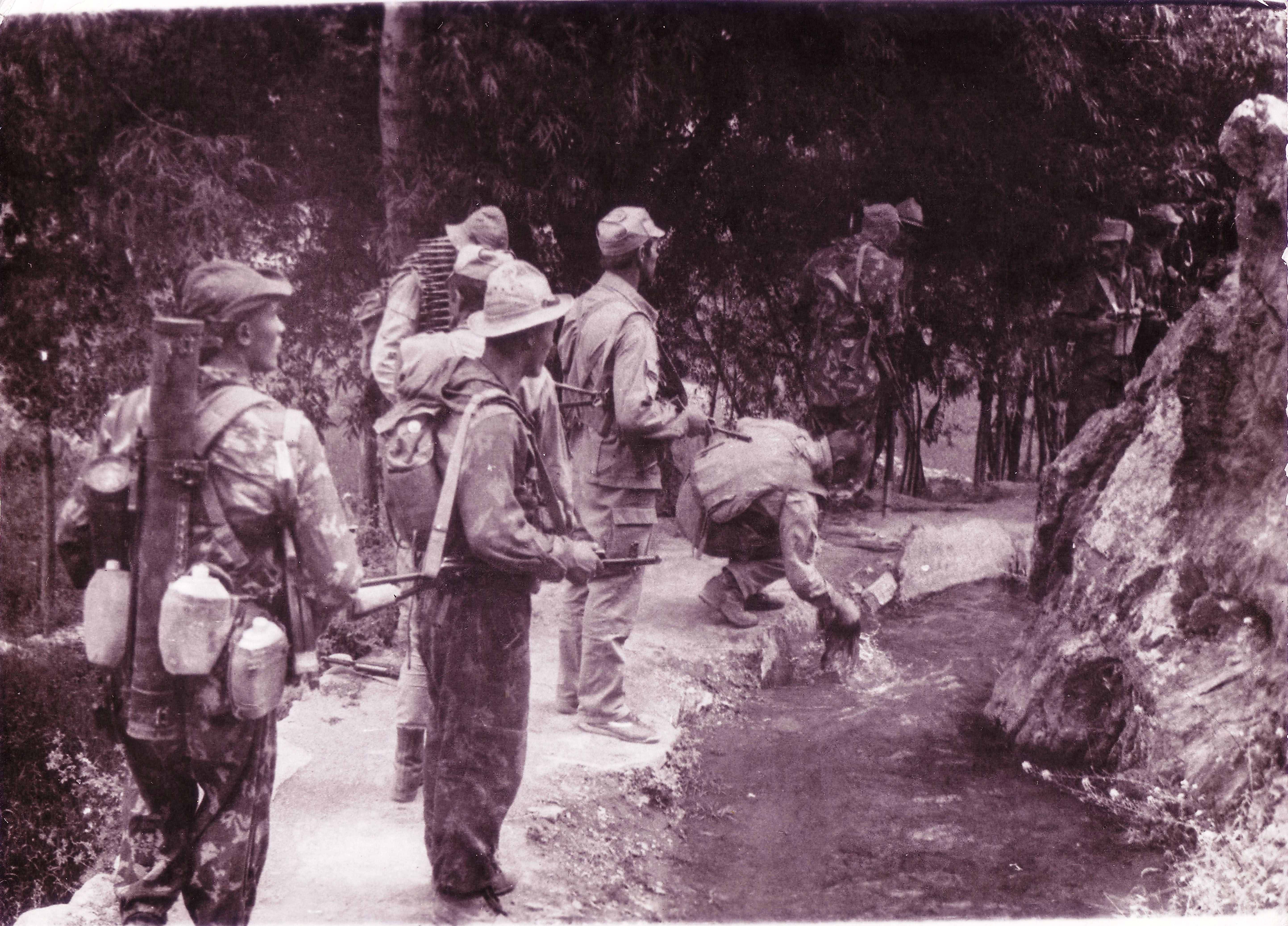
Angehörige des 56. Garde-Luftsturmregiment der 7. Garde-Luftsturm-Division im Juni 1987 während eines im Kampfeinsatzes in der Provinz Wardak im Rahmen der sowjetischen Intervention in Afghanistan
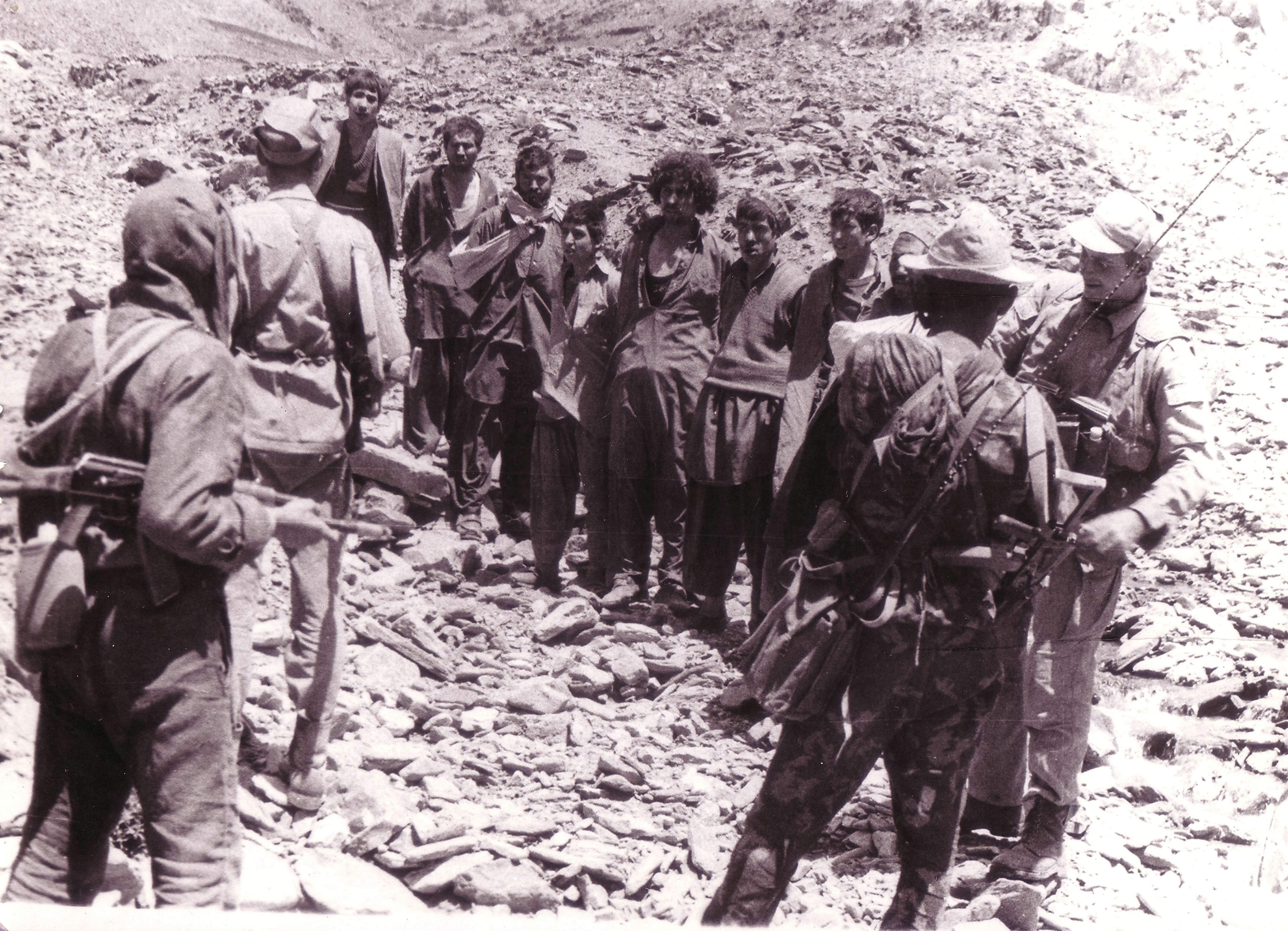
Angehörige des 56. Garde-Luftsturmregiment der 7. Garde-Luftsturm-Division im Juni 1987 mit Afghanischen Kriegsgefangenen in der Provinz Wardak
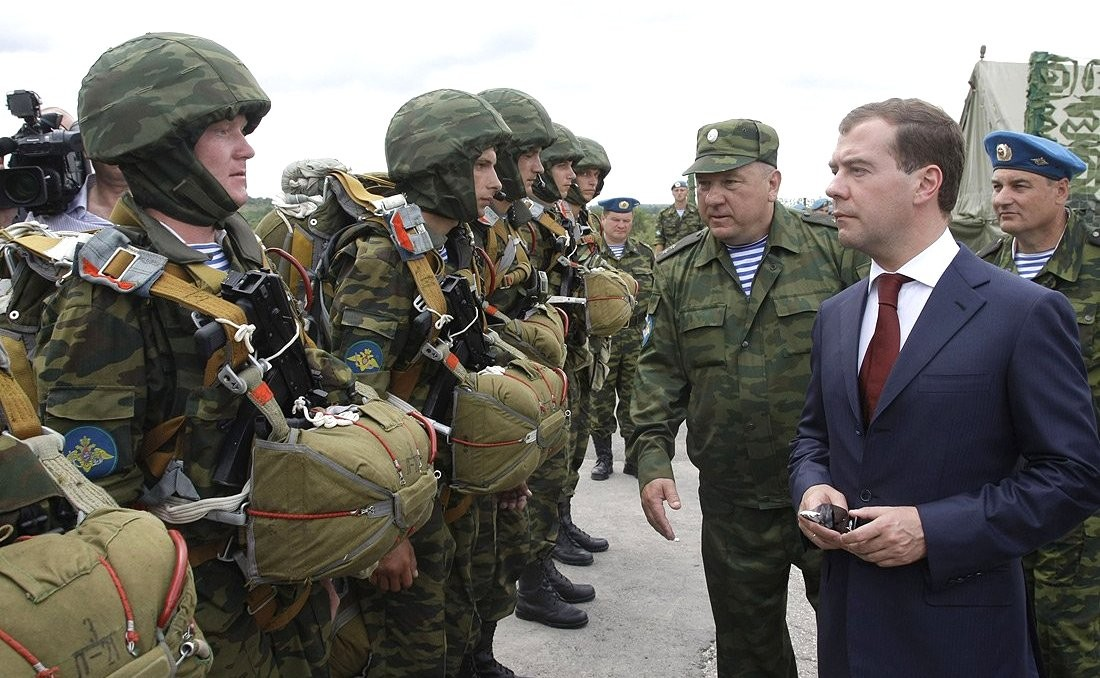
Damaliger Kommandeur der 7. Garde-Luftsturm-Division Wladimir Schamanow und Dmitri Medwedew beim Truppenbesuch am 14. Juli 2009
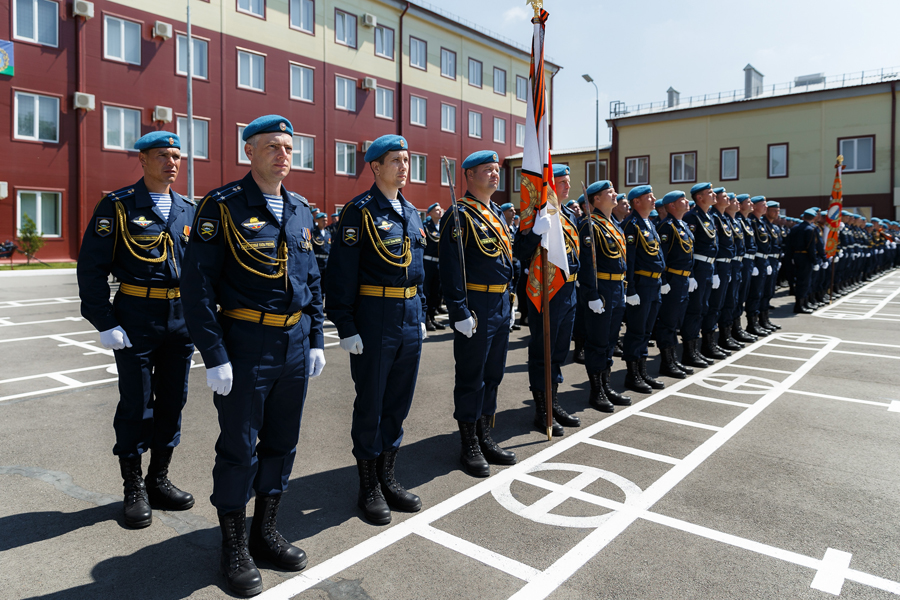
Verleihung des Suworow-Ordens an die 7. Garde-Luftsturm-Division am 14. Mai 2015
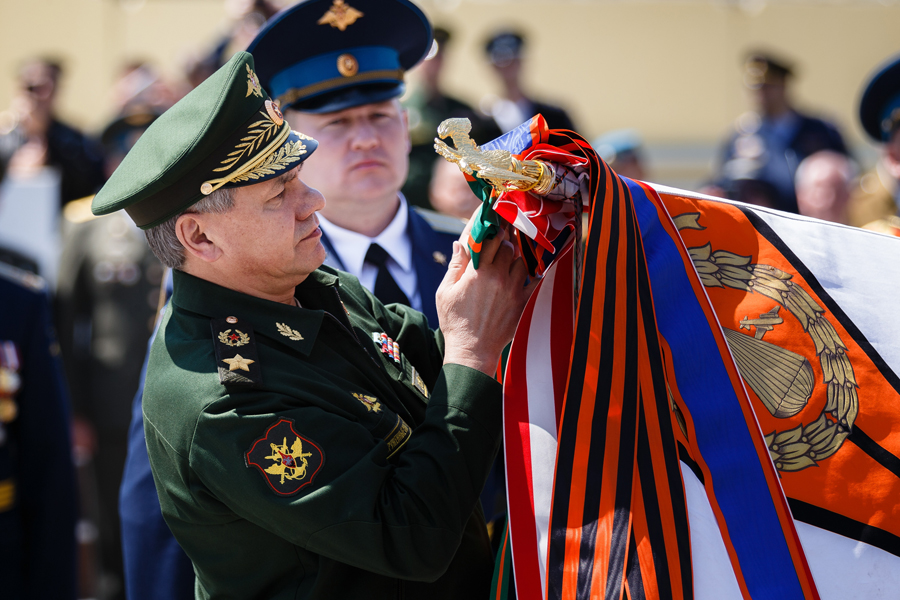
Truppenfahne mit Fahnenbändern während der Verleihung des Suworow-Ordens am 14. Mai 2015
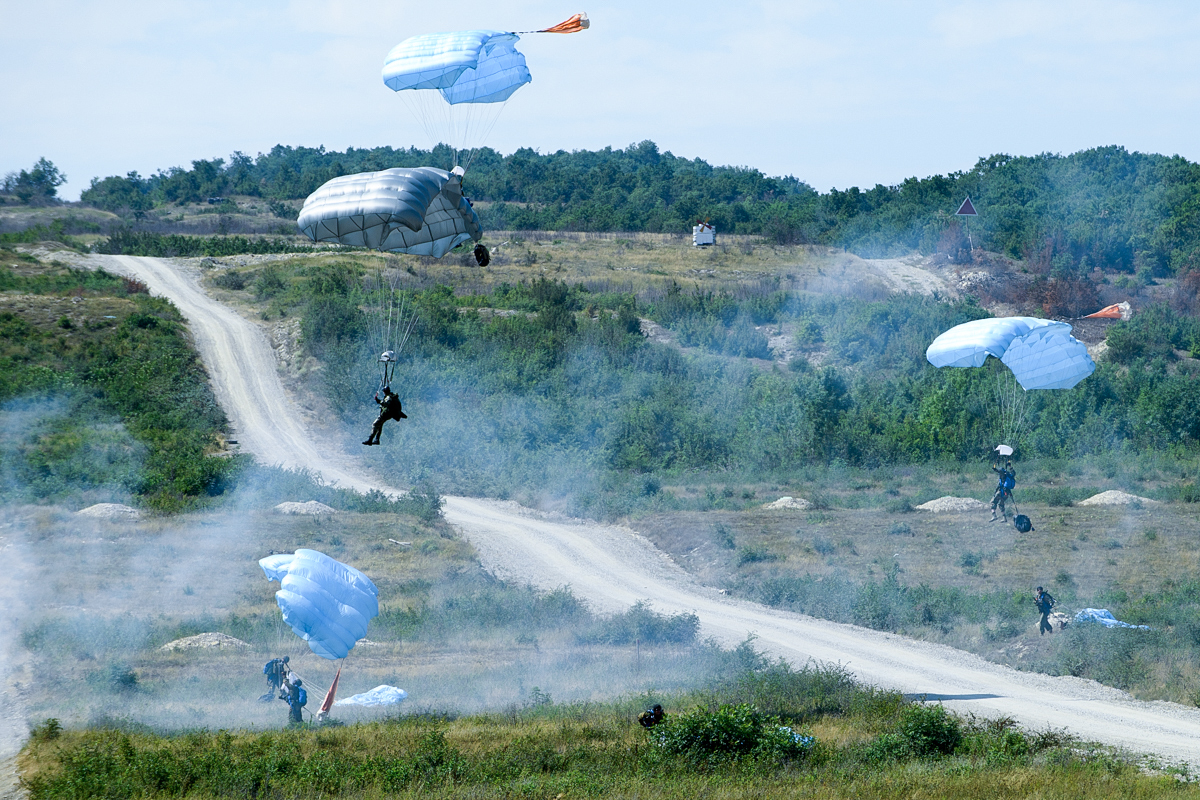
Angehörige der 7. Garde-Luftsturm-Division beim Manöver Slawische Bruderschaft 2018
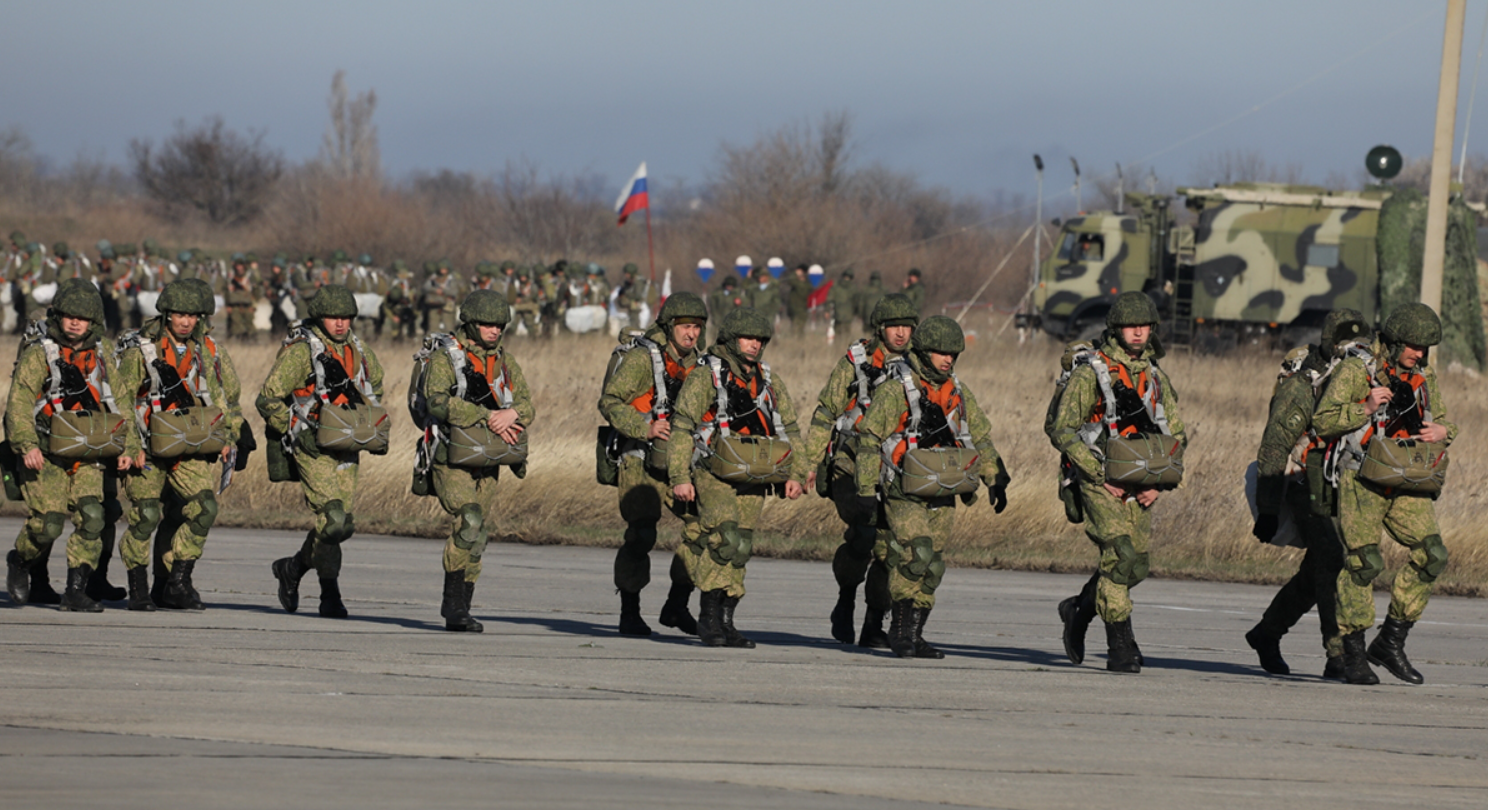
Angehörige der 7. Garde-Luftsturm-Division beim Sprungdienst im Rahmen eines Manövers 2020

## Organisation
- Divisionsstab
- 3. Garde-Fla-Raketen-Regiment
- 56. Garde-Luftsturmregiment
- 97. Fallschirmjägerregiment
- 108. Luftlande-Regiment Noworossijsk
- 162. Aufklärungsbataillon
- 247. Luftlande-Regiment Stawropol
- 629. Sicherungs- und Pionierbataillon
- 743. Sicherungs- und Fernmeldebataillon
- 1141. Artillerie-Regiment Anapa